# Гаврилюк Олександра Євгенівна
Олександра Євгенівна Гаврилюк (Федорова-Гаврилюк) (21 січня 1936, село Товстолуг Тернопільського воєводства, Польща, тепер Тернопільського району Тернопільської області — 28 січня 1998, село Товстолуг Тернопільського району Тернопільської області) — українська радянська діячка, ланкова колгоспу «Москва» Тернопільського району Тернопільської області, Герой Соціалістичної Праці (31.12.1965). Член ЦК КПУ в 1966—1971 роках.

## Біографія
Працювала ланковою колгоспу «Москва» села Товстолуг Підволочиського (потім — Тернопільського) району Тернопільської області.
Член КПРС з 1961 року.
За вирощення високих урожаїв цукрових буряків удостоєна звання Героя Соціалістичної Праці.
Потім — на пенсії в селі Товстолуг Тернопільського району.

## Нагороди
- Герой Соціалістичної Праці (31.12.1965)
- орден Леніна (31.12.1965)
- ордени
- медалі